# صبحي العزاوي
صبحي العزاوي ( - 17 آذار/مارس 2010) ممثل ومخرج عراقي راحل، له العديد من الأعمال في التلفزيون والمسرح والسينما والإذاعة.

## المشوار المهني
بدأ العمل في المسرح في منتصف الستينيات من خلال الكثير من المسرحيات منها الكورة سنة 1968 وتوالت بعدها الأعمال في المسرح والتلفزيون والسينما ومن الأعمال البارزة التي شارك بها فيلم القادسية 1981 ومسرحية المحطة 1985 ومسلسل هستيريا 1996 ومسلسل عالم الست وهيبة 1998 كما أن له تجارب في الإخراج المسرحي منها مسرحية هي وهاي وهو 2000.

## أعماله
مسلسل لو كنت القاضي 2002
مسلسل القضية (238) 2001 
مسلسل الملاذ آمن 2001
مسلسل شخصيات لم ينصفها التاريخ 2001
مسلسل عشاق 1999
مسلسل عالم الست وهيبة 1998
مسلسل أوتار ودموع 1997
مسرحية جذور الطيب 1997
مسلسل حلبة القانون 1997
فيلم زائر الليل 1997
مسلسل هستيريا 1996
مسلسل الواهمون 1995
مسلسل بر الامان 1995
الصفعة (سهرة تليفزيونية) 1994
مسلسل ضيف الليل 1993
مسلسل أصايل 1992
مسرحية تقاسيم على نغم النوى 1992
مسرحية الف امنية وامنية 1989
البرنامج التعليمي أحلى الكلام 1986
تمثيلية حلم على الهامش 1986
فيلم العاشق 1985
مسرحية المحطة 1985
مسلسل أيام الأجازة 1985
فيلم الحدود الملتهبة 1984
مسرحية صور عائلية 1983
مسرحية أم المقاتلين 1982
فيلم القادسية 1981
مسرحية الوهم 1981
مسرحية حكايات العطش والأرض والناس 1981
مسرحية التقرير 1979
مسرحية سر الكنز 1979
مسرحية المزيفون 1978
فيلم الرأس 1977
مسرحية جيش الربيع 1967
مسرحية تراب 1969
مسرحية الكورة 1968

## وصلات خارجية
- صبحي العزاوي على موقع السينما
- صبحي العزاوي على موقع IMDB